# Chính sách thị thực của Panama
Du khách đến Panama phải xin thị thực trừ khi họ là công dân của các nước được miễn thị thực lên đến 180 ngày. Tất cả hành khách phải sở hữu hộ chiếu có thị thực ít nhất 3 tháng. Vào ngày 28 tháng 12 năm 2016, tổng thống Juan Carlos Varela đã ra quyết định rằng Dịch vụ Nhập cư Quốc gia sẽ cấp thị thực du lịch có hiệu lực tối đa 90 ngày (ba tháng), thay vì 180 ngày.

## Bản đồ chính sách thị thực

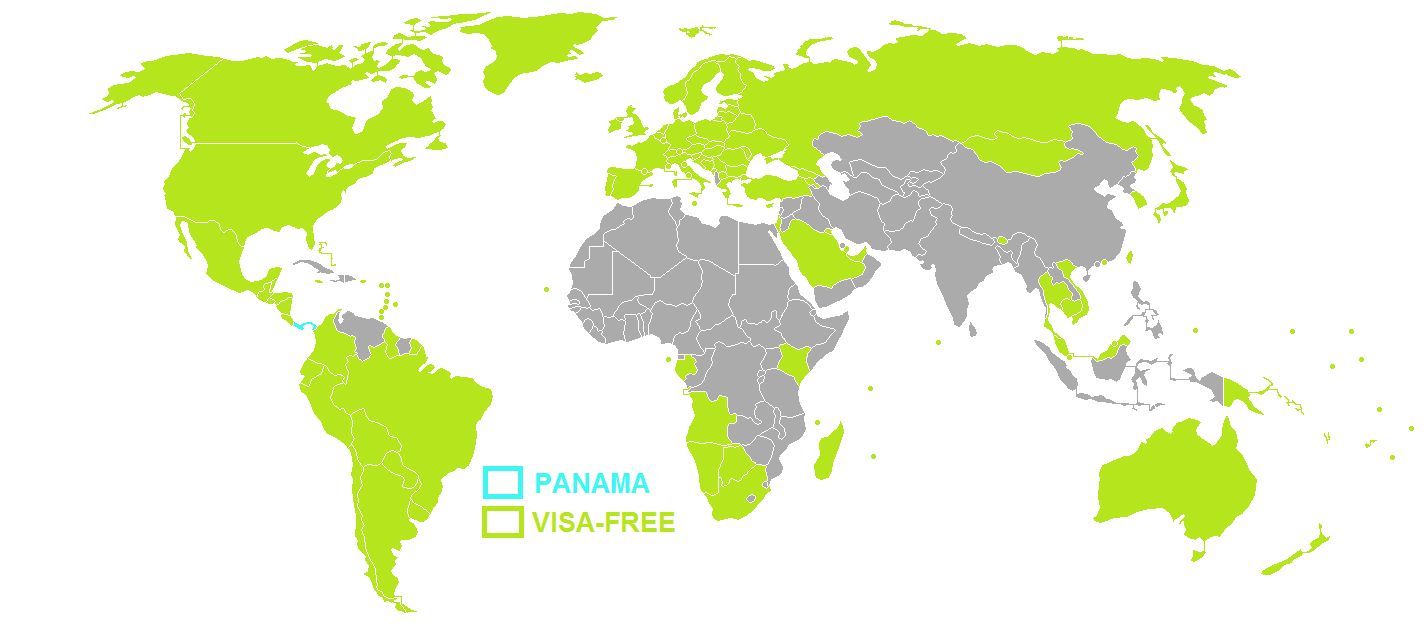
Chính sách thị thực của Panama

## Miễn thị thực
Người sở hữu hộ chiếu của các quốc gia và vùng lãnh thổ sau không cần thị thực để đến Panama:

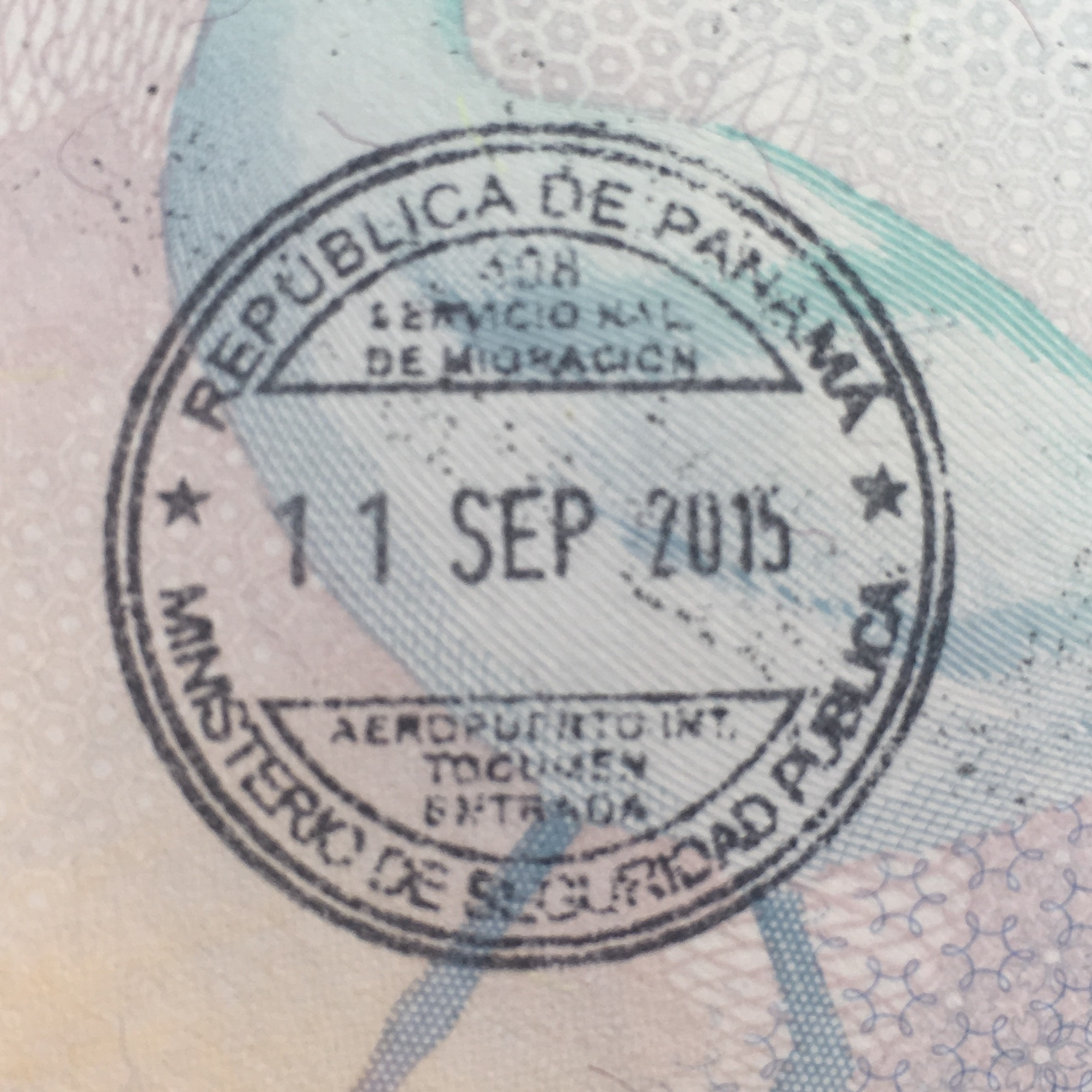
Dấu nhập cảnh Panama

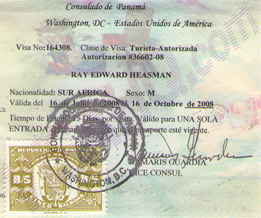
Thị thực Panama

| - Tất cả công dân Liên minh châu Âu 3 \| - Andorra1 3 - Angola - Antigua và Barbuda - Argentina3 - Armenia - Úc1 3 - Bahamas - Barbados - Belarus - Belize - Bhutan - Bolivia - Bosna và Hercegovina - Botswana - Brasil3 - Brunei - Campuchia - Canada1 3 - Cape Verde - Chile3 - Colombia - Comoros - Costa Rica - Dominica - Ecuador - El Salvador - Fiji - Gabon - Gruzia - Grenada - Guatemala - Guyana - Honduras - Iceland1 - Israel3 - Jamaica - Nhật Bản3 - Kenya - Kuwait - Liechtenstein1 3 - Macedonia - Madagascar - Malaysia - Maldives - Quần đảo Marshall \| - Mauritius - México - Micronesia - Moldova - Monaco1 3 - Mông Cổ - Montenegro3 - Namibia - Nauru - New Zealand3 - Nicaragua - Na Uy1 3 - Palau - Papua New Guinea - Paraguay - Peru - Qatar - Nga - Saint Kitts và Nevis - Saint Lucia - Saint Vincent và Grenadines - Samoa - San Marino1 - Sao Tome và Principe - Ả Rập Saudi - Serbia3 - Seychelles - Singapore3 - Quần đảo Solomon - Nam Phi3 - Hàn Quốc3 - Thụy Sĩ1 3 - Đài Loan3 - Thái Lan - Tonga - Trinidad và Tobago - Thổ Nhĩ Kỳ - Ukraina - Các Tiểu vương quốc Ả Rập Thống nhất - Hoa Kỳ1 2 3 - Uruguay3 - Vanuatu - Thành Vatican - Venezuela - Việt Nam \| | |
| - Andorra1 3 - Angola - Antigua và Barbuda - Argentina3 - Armenia - Úc1 3 - Bahamas - Barbados - Belarus - Belize - Bhutan - Bolivia - Bosna và Hercegovina - Botswana - Brasil3 - Brunei - Campuchia - Canada1 3 - Cape Verde - Chile3 - Colombia - Comoros - Costa Rica - Dominica - Ecuador - El Salvador - Fiji - Gabon - Gruzia - Grenada - Guatemala - Guyana - Honduras - Iceland1 - Israel3 - Jamaica - Nhật Bản3 - Kenya - Kuwait - Liechtenstein1 3 - Macedonia - Madagascar - Malaysia - Maldives - Quần đảo Marshall | - Mauritius - México - Micronesia - Moldova - Monaco1 3 - Mông Cổ - Montenegro3 - Namibia - Nauru - New Zealand3 - Nicaragua - Na Uy1 3 - Palau - Papua New Guinea - Paraguay - Peru - Qatar - Nga - Saint Kitts và Nevis - Saint Lucia - Saint Vincent và Grenadines - Samoa - San Marino1 - Sao Tome và Principe - Ả Rập Saudi - Serbia3 - Seychelles - Singapore3 - Quần đảo Solomon - Nam Phi3 - Hàn Quốc3 - Thụy Sĩ1 3 - Đài Loan3 - Thái Lan - Tonga - Trinidad và Tobago - Thổ Nhĩ Kỳ - Ukraina - Các Tiểu vương quốc Ả Rập Thống nhất - Hoa Kỳ1 2 3 - Uruguay3 - Vanuatu - Thành Vatican - Venezuela - Việt Nam |

Người sở hữu hộ chiếu ngoại giao hoặc công vụ của Trung Quốc, Cuba, Cộng hòa Dominica, Haiti và Philippines không cần thị thực.
Không yêu cầu thị thực với công dân của bất cứ nước nào mà sinh ra ở Panama.
Chú thích
1. ^  Bao gồm người sở hữu thị thực nhập cảnh nhiều lần và thẻ thường trú có hiệu lực được cấp bởi Andorra, Úc, Canada, Iceland, Monaco, Liechtenstein, Na Uy, San Marino, Thụy Sĩ, Hoa Kỳ. Nếu sử dụng thị thực, thị thực cần phải được sở dụng và có hiệu lực ít nhất hai tháng.
2. ^  bao gồm người sở hữu giấy phép tái nhập cảnh Hoa Kỳ (mẫu I-327) và giấy phép đi lầm (mẫu I-766) với chú thích "có hiệu lực để tái nhập cảnh Hoa Kỳ"
3. ^  Công dân đủ tư cách để được sử dụng chương trình đơn giản hoá giấy phép thường chú.

Ngoài ra, tất cả hành khách có chứng minh nhân dân hoặc giấy khai sinh được cấp bởi Panama không cần thị thực, bất kể hộ chiếu nào họ dùng để du hành.

### Người sở hữu thị thực hoặc giấy tờ cư trú của một nước thứ ba
Người sở hữu hộ chiếu cấp bởi các quốc gia sau có thể đến Panama lên đến 180 ngày nếu họ có thị thực hoặc giấy tờ cư trú được cấp bởi các quốc gia được miễn thị thực được nhắc đến ở phần trên:
| - Cameroon - Cộng hòa Trung Phi - Congo - Cuba - Ghana - Kosovo - Malawi | - Philippines - Nam Sudan - Swaziland - Đông Timor - Togo - Zimbabwe |

Người sở hữu hộ chiếu được cấp bởi các quốc gia không được nhắc đến bên trên có thể đến Panama trong 30 ngày nếu họ có thị thực hoặc giấy tờ cư trú được cấp bởi các quốc gia được miễn thị thực được nhắc đến ở phần trên.

## Thống kê du khách
Hầu hết du khách đến Panama đều đến từ các quốc gia sau:
| Quốc gia    | 2015      | 2014      |
| ----------- | --------- | --------- |
| Hoa Kỳ      | 338.590   | 269.965   |
| Venezuela   | 260.145   | 187.776   |
| Brasil      | 88.348    | 81.950    |
| México      | 80.637    | 68.340    |
| Tây Ban Nha | 79.461    | 61.596    |
| Costa Rica  | 75.196    | 56.775    |
| Ecuador     | 74.043    | 71.919    |
| Argentina   | 70.089    | 60.040    |
| Peru        | 50.275    | 34.844    |
| Canada      | 47.762    | 52.799    |
| Tổng        | 1.941.106 | 1.609.937 |